# 斯特凡大公村鄉 (阿爾傑什縣)
44°27′03″N 25°14′08″E / 44.4508°N 25.2356°E
斯特凡大公村鄉（羅馬尼亞語：Comuna Ștefan cel Mare, Argeș），是羅馬尼亞的鄉份，位於該國中南部，由阿爾傑什縣負責管轄，面積38平方公里，海拔高度159米，2007年人口2,488，人口密度每平方公里66人。